# Johannes Mauropous
Johannes Mauropous (* 1000/10 in Paphlagonien oder Konstantinopel; † nach 1082 ebd.) war ein byzantinischer Kleriker und Gelehrter. Von 1049/50 bis 1072/73 amtierte er als Metropolit in Euchaita; ab 1075/78 bis zu seinem Tod war er Mönch im Konstantinopler Kloster des Ioannes Prodromos τῆς Πέτρας.
Johannes Mauropous kam um 1028 nach Konstantinopel. Er war Minister des Kaisers Konstantin IX. Er lehrte Philosophie an der Universität von Konstantinopel. Zu seinen Schülern zählte der Geschichtsschreiber Michael Psellos, der Jurist Johannes Xiphilinos und Konstantin Dukas, der spätere Kaiser Konstantin X. Durch die Vermittlung von Psellos bekam er eine Stelle an der 1054 reformierten Universität von Konstantinopel.